# Mār-bīti-apla-uṣur
Mār-bīti-apla-uṣur (Oh Mār-bīti beschütze den Erben) (Regierungszeit von 983 bis 977 v. Chr.) war ein König der sogenannten Elamischen Dynastie, die in Babylon herrschte. Er war der einzige Herrscher dieser Dynastie.
Der Name „Mār-bīti-apla-uṣur“ ist akkadisch, was andeuten könnte, dass er Babylonier war. Er behauptete allerdings, elamische Vorfahren, vielleicht sogar einen elamischen König als Vorfahren zu haben. In der Dynastischen Chronik wird er als „entfernter (?) Nachfahre von Elam“ bezeichnet. Ansonsten gibt es keine elamischen Herrscher mit einem semitischen Namen, sodass die elamische Abstammung von Mār-bīti-apla-uṣur obskur erscheint. Trotz seiner Behauptung, elamischer Abstammung zu sein, war seine Herrschaft trotzdem legitim. Es gibt keine überlieferten Anzeichen, dass er als Fremdherrscher angesehen wurde. Er wird in späteren Chroniken mit aufgeführt und wurde, wie andere babylonische Herrscher, ebenfalls  im Palast des Sargon bestattet. Dies wird in der Dynastischen Chronik aufgeführt, welche die Bestattungsplätze vieler Könige Babylons angibt. Einmal wird in der Neuen Babylonischen Chronik ein Ereignis aus seinem vierten Regierungsjahr verzeichnet, ohne dass weitere Details bekannt sind. Ansonsten ist von Mār-bīti-apla-uṣur so gut wie nichts bekannt. Vier Pfeilspitzen mit seinem Namen, die sich heute in einer Sammlung in Teheran befinden, stammen aus dem Kunstmarkt und tauchten dort zusammen mit Objekten aus Luristan auf. Auf ihnen wird Mār-bīti-apla-uṣur als König der Welt bezeichnet. Es ist zweifelhaft, dass der Herrscher auch in Elam regierte oder irgendeine Verbindung zu Luristan hatte. Nach der Synchronischen Königsliste war er Zeitgenosse des assyrischen Königs Aššur-reš-iši II.
Mit Mār-bīti-apla-uṣur endet eine Periode der Geschichte Babylons, in der zahlreiche kurzzeitig regierende Könige auf dem Thron waren.